# Richard Anderson
Richard Norman Anderson (Long Branch, Nueva Jersey, 8 de agosto de 1926-Beverly Hills, 31 de agosto de 2017) fue un actor estadounidense. Es conocido especialmente por su papel de Oscar Goldman en las series de televisión The Six Million Dollar Man  y The Bionic Woman entre 1973 y 1978, así como en las películas posteriores basadas en ellas.

## Carrera
Nacido en Long Branch, Nueva Jersey, EUA, hijo de Olga (de soltera Lurie) y Harry Anderson. La familia Anderson tuvo éxito en la fabricación de sombreros y vivieron en el Upper East Side de Manhattan hasta que llegaron los duros tiempos de la Gran Depresión en 1929. Estuvo en la Segunda Guerra Mundial con el ejército de los Estados Unidos. Richard creció enamorado de las películas, especialmente westerns, como una manera de escaparse de las presiones financieras de su familia. Inició actuando en el High School (Secundaria) haciendo apariciones en radio y en vacaciones de verano. En cine actuó en muchas películas: actuó en Scaramouche con Stewart Granger, Escape from Fort Bravo (1953) con William Holden, The Long, Hot Summer (1958) con Paul Newman, Compulsion (1959) con Orson Welles. Actuó en un capítulo, "The Enemy", en la serie The Invaders (1967) y el clásico Tora! Tora! Tora! (1970). También protagonizó el clásico de ciencia ficción Curse of the Faceless Man (1958). Su última actuación en una película fue en Breakout  (1998).

## Vida privada
Estuvo casado en dos ocasiones: con Carol Lee Ladd y Katharine Thalberg, hija de la actriz Norma Shearer y del productor Irving Thalberg. Ambos matrimonios finalizaron en divorcio.

## Televisión
De larga trayectoria en televisión, Anderson coprotagonizó entre 1964 y 1965 la serie Perry Mason, interpretando al teniente Steve Drumm durante 22 episodios. También coprotagonizó la serie de detectives Dan August (1971) con Burt Reynolds.
Es recordado por interpretar el papel de Oscar Goldman en las series The Six Million Dollar Man en 98 episodios - The Bionic Woman en 57 episodios.
También interpretó a Oscar Goldman en los telefilms: The Six Million Dollar Man: Wine, Women and War (1973) - The Six Million Dollar Man: Solid Gold Kidnapping (1973), The Return of the Six-Million-Dollar Man and the Bionic Woman (1987), Bionic Showdown: The Six Million Dollar Man and the Bionic Woman (1989), Bionic Ever After? (1994).
También interpretó durante nueve episodios a Buck Fallmont, en la clásica serie de los 80 Dynasty.
Fue el narrador de la serie Kung Fu: The Legend Continues (1993-97).
Como actor invitado pasó por Zorro (1958-59), The Untouchables (1960), The Rifleman (1959-63), Combat! (1964), Daniel Boone, (1964), El fugitivo (1964), (tuvo variadas caracterizaciones en varios episodios. En el episodio final de 1967 interpretó al cuñado del protagonista el Dr. Richard Kimble), Bonanza (1964), El Avispón Verde (1967), Mission: Impossible (1967), Columbo (1971), Charlie's Angels (1981), Knight Rider (1982), Remington Steele (1983), La isla de la fantasía (1984) y muchas más. Anderson tuvo un papel recurrente como el senador Buck Fallmont en Dynasty, de 1986 a 1987. Interpretó al presidente Lyndon B. Johnson en la miniserie de 1987 Hoover vs Los Kennedy.
En 2007 fue honrado con la Golden Palm Star (Palma Dorada) en Palm Springs Walk of Stars (Boulevard de las estrellas).

## Muerte
Anderson murió de causas naturales el 31 de agosto de 2017, en Beverly Hills, a los 91 años. Le sobreviven sus tres hijos: Ant Anderson, Brooke Anderson y Deva Anderson.

## Filmografía
- 1947 : La perla
- 1950 : The Vanishing Westerner
- 1951 : Payment on Demand
- 1951 : No Questions Asked
- 1951 : Across the Wide Missouri
- 1952 : Scaramouche
- 1953 : Escape from Fort Bravo
- 1955 : It's a Dog's Life
- 1956 : Forbidden Planet
- 1956 : A Cry in the Night
- 1957 : Paths of Glory
- 1958 : The Long, Hot Summer
- 1958 : Curse of the Faceless Man
- 1959 : Compulsion
- 1959 : The Gunfight at Dodge City

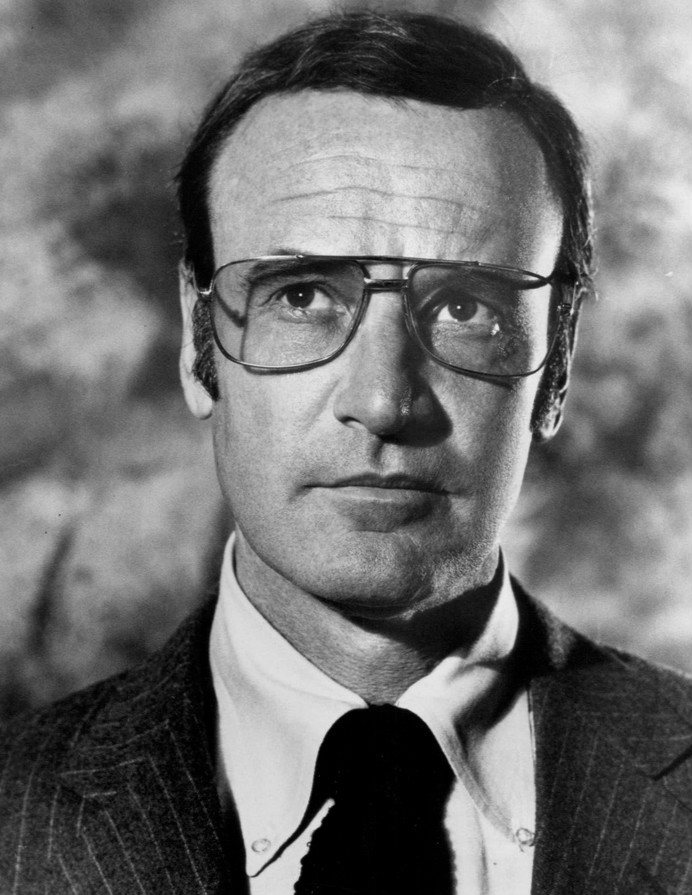
Richard Anderson como Oscar Goldman en la serie The Six Million Dollar Man.

- 1960 : The Wackiest Ship in the Army
- 1961 : Bus Stop -serie de televisión
- 1963 : A Gathering of Eagles
- 1963 : Johnny Cool
- 1964 : Seven Days in May
- 1964 : Perry Mason - serie de televisión
- 1964 : Kitten with a Whip
- 1964 : El fugitivo: episodio "The Iron Maiden"
- 1966 : Seconds
- 1967 : Ride to Hangman's Tree
- 1967 : The Mystery of the Chinese Junk
- 1970 : Macho Callahan
- 1970 : Tora! Tora! Tora!
- 1970 : Menace on the Mountain
- 1971 : Doctors' Wives
- 1971 : Dan August
- 1973 : The Six Million Dollar Man: Wine, Women and War -telefilm
- 1973 : The Six Million Dollar Man: Solid Gold Kidnapping -telefilm
- 1974 : The Six Million Dollar Man -serie de televisión
- 1974 : Black Eye
- 1976 : The Bionic Woman -serie de televisión
- 1982 : The Retrievers
- 1984 : Cover Up -serie de televisión
- 1986 : Dynasty -serie de televisión
- 1987 : Hoover vs The Kennedys -serie de televisión
- 1987 : The Return of the Six-Million-Dollar Man and the Bionic Woman -telefilm
- 1989 : Bionic Showdown -telefilm
- 1993 : Kung Fu: The Legend Continues -serie de televisión
- 1993 : Gettysburg
- 1994 : Bionic Ever After? -telefilm
- 1998 : Breakout